# Richard Karlowitsch Maack

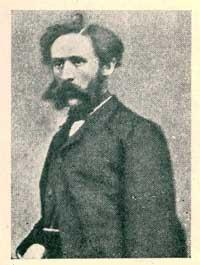
Richard Karlowitsch Maack

Richard Karlowitsch Maack (russisch Ри́чард Ка́рлович Маак; * 23. Augustjul. / 4. September 1825greg. in Arensburg auf Ösel, heute Estland; † 13. Novemberjul. / 25. November 1886greg. in Sankt Petersburg) war ein deutschbaltisch-russischer Naturforscher, Pädagoge und Erforscher Sibiriens und des Fernen Ostens Russlands.

## Leben
Nach dem Besuch der Staatlichen Universität Sankt Petersburg war Maack ab 1852 Lehrer und später Gymnasialdirektor in Irkutsk, von 1868 bis 1879 Oberinspektor für die Schulen Ostsibiriens, danach Ratsmitglied des Volksbildungsministeriums des Russischen Reiches in der Hauptstadt.
In den 1850er Jahren unternahm Maack eine Reihe von Expeditionen, so von 1853 bis 1855 in den Wiljui-Kreis (heute Teil der Republik Sacha (Jakutien)), wo er erstmals Orografie, Geologie und Bevölkerung der Einzugsgebiete von Wiljui, Tschona und Olenjok untersuchte und beschrieb, von 1855 bis 1856 in das Amurgebiet und – nach dessen Anschluss an das Russische Reich – von 1859 bis 1860 in das Ussurigebiet.
Maack beschrieb auch mehrere neue Pflanzenarten, überwiegend in Eduard August von Regels Tentamen florae ussuriensis.

## Ehrungen
Zu Ehren von Richard Maack benannte der österreichisch-russische Botaniker Franz Josef Ruprecht die Mandschurische oder Amur-Kirsche (Prunus maackii), die Heckenkirsche Lonicera maackii (Amur-Heckenkirsche) und die Schmetterlingsblütler-Gattung Maackia mit dem Asiatischen Gelbholz (Maackia amurensis).
Auch der Ritterfalter Papilio maackii und die Weichschildkröte Pelodiscus maackii wurden ihm zu Ehren benannt.

## Werke
- Die ersten botanischen Nachrichten über das Amurland. Zweite Abtheilung: Bäume und Sträucher. Beobachtet von Richard Maack, bestimmt von F. J. Ruprecht. In: Archiv für wissenschaftliche Kunde von Russland. Band 17, 1858, S. 191–253 (Digitalisat).

(alle erschienen auf Russisch)
- Reise zum Amur im Auftrage der sibirischen Sektion der Russischen Geographischen gesellschaft 1855 (Путешествие на Амур, совершенное по распоряжению Сибирского отдела Русского географического общества в 1855 году; 1859)
- Reise  durch das Ussuri-Tal (Путешествие по долине реки Уссури; 2 Bände, 1861)
- Beschreibung der Flora des Ussuri-Gebietes (Очерк флоры Уссурийской страны; 1862)
- Der Wiljui-Kreis der Oblast Jakutsk (Вилюйский округ Якутской области; 3 Bände, 1877–1886)
- Das Gouvernement Jenisseisk (Енисейская губерния; Teil der Beschreibung der Ortschaften Russlands)